# يفغيني فرولوف (لاعب كرة قدم مواليد 1986)
يفغيني فرولوف (بالروسية: Евгений Николаевич Фролов)‏ هو لاعب كرة قدم روسي في مركز الدفاع، ولد في 29 يناير 1986 في ليبيتسك في روسيا. لعب مع FC Spartak Tambov ‏.